# Odprto prvenstvo Francije
Odprto prvenstvo Francije, uradno Tournoi de Roland-Garros, je eden štirih teniških turnirjev za Grand Slam. Poteka v maju in juniju na pesku v Parizu. Turnir se je začel leta 1891 kot nacionalno prvenstvo. Leta 1925 je turnir prvič sprejel tudi tuje tenisače. 